# Misumena maronica
Misumena maronica es una especie de araña del género Misumena, familia Thomisidae.

## Distribución
Esta especie se encuentra en Guayana Francesa.